# Omero Ciai
Omero Ciai, nome di battaglia Maitardi (Roma, 7 luglio 1923 – Sestri Levante, 6 febbraio 1945), è stato un partigiano italiano, decorato con la medaglia d'oro al valor militare.

## Biografia
Nacque a Roma, nel quartiere Trastevere, nel 1923, primo dei cinque figli di Mariano Ciai e Ines Passariello.
Fin da giovanissimo fu appassionato di alpinismo (una via ferrata sul Corno Piccolo del Gran Sasso, da lui aperta, porta il suo nome).
Studente di ingegneria, dopo l'entrata dell'Italia nella Seconda guerra mondiale si arruolò volontario tra gli alpini, divenendo sottotenente di complemento.
Al momento dell'Armistizio di Cassibile tra Italia, Gran Bretagna e USA (8 settembre 1943), fu catturato dai tedeschi e deportato in Germania. Qui fu inquadrato nella Divisione Alpina Monterosa, facente parte dell'Esercito Nazionale Repubblicano della RSI.
Quando, nel luglio del 1944, la Divisione alpina Monterosa fu trasferita in Italia, con alcuni suoi uomini lasciò l'esercito repubblichino e raggiunse le Brigate Garibaldi in Valle d'Aosta. Tra i partigiani assunse il nome di battaglia di "Maitardi".
In seguito fu inviato in Liguria presso la Brigata (poi Divisione) Garibaldi Coduri. Qui fu promosso capitano prima e poi vicecomandante, nonché capo di stato maggiore della Brigata "Dall'Orco".
Catturato, fu ucciso dopo lunghi tormenti in una data incerta: infatti la motivazione della medaglia d'oro al V.M. riporta la data del 22 gennaio 1945, mentre la targa della via di Genova a lui intitolata riporta la data 6 febbraio 1945.

## Memoria

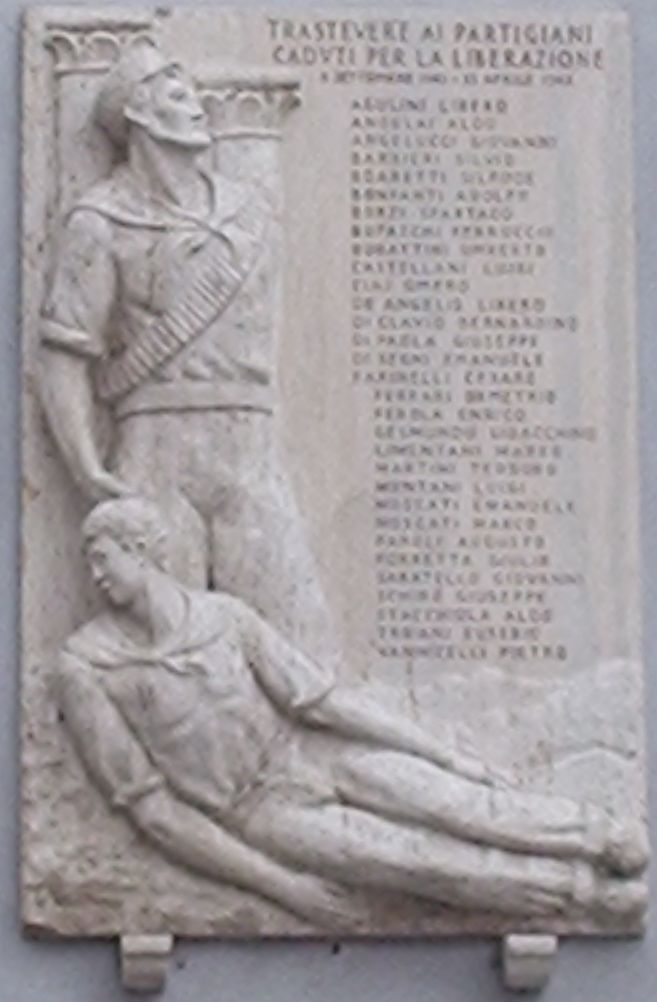
Lapide dei partigiani in Piazza S. Maria in Trastevere - Roma

- Il suo nome è riportato su due lapidi nel quartiere romano di Trastevere, dove era nato:
  - quella recante i nomi dei partigiani trasteverini caduti sul campo (in Piazza Santa Maria in Trastevere).
  - quella posta presso la sua abitazione, in Via dei Vascellari, 44

- A Genova gli è stato intitolato un ponte sul torrente Secca, nel quartiere di Bolzaneto.
- L'Università di Roma "La Sapienza" gli ha conferito la laurea in ingegneria honoris causa alla memoria.
- La sezione Centro Storico dell'Associazione Nazionale Partigiani d'Italia è intitolata al suo nome e a quello di Guido Rattoppatore.
- A Sestri Levante (GE), in via Sertorio, esiste una lapide commemorativa apposta nel luogo dove il combattente venne ucciso. Il testo recita quanto segue: QUÍ TRUCIDATO / DAI NAZIFASCISTI / CADEVA IL 6 - 2 - 1945 / OMERO CIAI / PARTIGIANO "MAITARDI" / MED. DORO V.M. / A.N.P.I.
- La sua vicenda è narrata nel romanzo Storia di Livia. La ragazza che diede il nome alla Montagna, di Paolo Stern.